# Parauxesis
Parauxesis is een kevergeslacht uit de familie van de boktorren (Cerambycidae). De wetenschappelijke naam van het geslacht werd voor het eerst geldig gepubliceerd in 1915 door Aurivillius.

## Soorten
Parauxesis omvat de volgende soorten:
- Parauxesis cicatricosa Aurivillius, 1915
- Parauxesis machadoi Lepesme, 1953
- Parauxesis werneri Adlbauer, 2001